# 니혼라인이마와타리역
니혼라인이마와타리역(일본어: 日本ライン今渡駅、にほんラインいまわたりえき)은 일본 기후현 가니시에 위치한 나고야 철도 히로미선의 철도역이다. 역 번호는 HM 05이며, 상대식 승강장 2면 2선의 구조를 갖춘 지상역이다.

## 타는 곳
| 1 | ■ 히로미 선 | 하행 | 신카니 · 미타케 방면 (아케치 역 동쪽은 신카니 역에서 환승) |
| 2 | ■ 히로미 선 | 상행 | 이누야마 · 나고야 · 주부코쿠사이쿠코 방면                  |

## 이용 현황
| 연도 | 1일 평균 승차 인원 |
| ---- | ------------------ |
| 2001 | 1,694              |
| 2002 | 1,634              |
| 2003 | 1,558              |
| 2004 | 1,552              |
| 2005 | 1,573              |
| 2006 | 1,556              |
| 2007 | 1,548              |
| 2008 | 1,541              |
| 2009 | 1,458              |
| 2010 | 1,447              |
| 2011 | 1,489              |
| 2012 | 1,546              |
| 2013 | 1,606              |
| 2014 | 1,575              |
| 2015 | 1,626              |

## 역 주변
- 메이테쓰 자료관
- 이마와타리 공민관
- 가니 시 문화 창조 센터
- 가니 시 복지 센터

## 인접 역
| 나고야 철도 히로미선         | 나고야 철도 히로미선 | 나고야 철도 히로미선     |
| ---------------------------- | -------------------- | ------------------------ |
| HM 04 가니가와 이누야마 방면 | ■ 히로미선           | 신카니 HM 06 미타케 방면 |